# 博斯普鲁斯海峡
博斯普鲁斯海峡，又称伊斯坦堡海峡，是一個介於欧洲与亚洲之間的海峽。它长约30公里，最宽处宽约3,700米，最窄处宽约700米。
博斯普鲁斯海峡北连黑海，南通马尔马拉海，土耳其第一大城伊斯坦堡即隔着博斯普鲁斯海峡与小亚细亚半島相望，是黑海沿岸国家出海第一关口，也是連接黑海以及地中海的唯一航道。因此，俄羅斯的黑海艦隊必須通過博斯普鲁斯海峡才能前往地中海。
博斯普魯斯海峽有五條運輸通道，分別為公路使用的7月15日烈士大橋、穆罕默德二世大橋、亞武茲蘇丹塞利姆大橋、歐亞隧道（2016年完工）以及鐵路使用的馬爾馬雷隧道。